# Prix Juno de l'album de musique roots et traditionnelle de l'année : groupe
Le prix Juno pour l'album Roots & Traditional de l'année – Groupe était décerné chaque année lors des Juno Awards du Canada pour honorer le meilleur album de l'année dans les genres de musique Roots et/ou traditionnelle. Le prix a été décerné pour la première fois en 1996 sous le nom de Meilleur groupe d'albums racines et traditionnels et a adopté son nom actuel en 2003. Avant 1996, les Junos ne décernaient qu'un seul prix dans la catégorie, incluant à la fois les groupes et les artistes solo, sous le nom de Meilleur album Roots &amp; Traditional.
À partir de la cérémonie de 2016, deux nouvelles catégories de prix ( Album Roots Contemporain de l'Année et Album Roots Traditionnel de l'Année ) ont été introduites pour "garantir que deux genres de musique ne se font pas concurrence dans la même catégorie".

## Gagnants

### Meilleur album Roots & Traditionnel - Groupe (1996 - 2002)
| Année | Gagnants                     | Album                | Nominations | Réf. |
| ----- | ---------------------------- | -------------------- | --- | ---- |
| 1996  | Les descendants irlandais    | Tsiganes et amoureux | - Grande et grande mer, vers le haut - Les Paperboys, en retard comme d'habitude - Oréalis, Visions Nocturnes - Les Soeurs Wyrd, À l'intérieur du rêve                        |      |
| 1997  | Kate et Anna McGarrigle      | Matapédia            | - Blackie et les Rodeo Kings, High or Hurtin' - La Bottine Souriante, En Spectacle - Bill Bourne et Shannon Johnson, Train de la Victoire - Croix de Rawlins, rivière vivante |      |
| 1998  | Les Paperboys                | Molinos              | - Grande Grande Mer, Jouer - James Keelaghan et Oscar Lopez, Compadres - Léahy, Léahy - Wyrd Sisters, voix brute                                                              |      |
| 1999  | Kate et Anna McGarrigle      | L'heure McGarrigle   | - Bourque, Bernard et Lepage, Matapat - Colline du chagrin, Colline du chagrin - Puirt a Baroque, Le Retour du Vagabond - Zubot et Dawson, Strang                             |      |
| 2000  | Blackie et les rois du rodéo | Rois d'amour         | - Barachois, Encore! - La Bottine Souriante, Xième - Grande et grande mer, tourne - Scruj MacDuhk, La route vers Canso                                                        |      |
| 2001  | Tri-Continental              | Tri-Continental      | - Barra MacNeils, Raquette dans le grenier - Les Paperboys, Cartes postales - La Volée de Castors, VDC - Zubot et Dawson, Pièces de tracteur : d'autres aventures à Strang    |      |
| 2002  | La Bottine Souriante         | Cordial              | - Les Frères Cosmoline, Chants de Travail et de Liberté - Matapat, Petit fou - Undertakin' Daddies, Post Atomic Hillbilly - Les sœurs du Wyrd, le péché et autres saluts      |      |

### Album Roots & Traditionnel de l'année: Groupe (2003 - 2015)
| Année | Gagnant            | Album                         | Nominations | Ref. |
| ----- | ------------------ | ----------------------------- | --- | ---- |
| 2003  | Zubot and Dawson   | Chicken Scratch               | - The Bill Hilly Band, All Day Every Day - The Corb Lund Band, Five Dollar Bill - The Duhks, Your Daughters and Your Sons - John Reischman and the Jaybirds, Field Guide                                                               |      |
| 2004  | Le Vent du Nord    | Maudite Moisson               | - Blackie and the Rodeo Kings, BARK - La Bottine Souriante, J'ai jamais tant ri - Creaking Tree String Quartet, The Creaking Tree String Quartet - Pierre Schryer Band, Blue Drag                                                      |      |
| 2005  | The Wailin' Jennys | 40 Days                       | - The Bills, Let Em Run - Leahy, In All Things - Nathan, Jimson Weed - La Volée d'Castors, Migration |      |
| 2006  | The Duhks          | The Duhks                     | - Elliott Brood, Ambassador - Genticorum, Malins plaisirs - Great Big Sea, The Hard and the Easy - Sexsmith and Kerr, Destination Unknown                                                                                              |      |
| 2007  | The McDades        | Bloom                         | - Be Good Tanyas, Hello Love - Blackie and the Rodeo Kings, Let's Frolic - The Dukhs, Migrations - The Wailin' Jennys, Firecracker |      |
| 2008  | Nathan             | Key Principles                | - James Keelaghan and Oscar Lopez, ¿Buddy, Where You Been? - Harry Manx and Kevin Breit, In Good We Trust - Ellen McIlwaine with Cassius Khan, Mystic Bridge - John Reischman and the Jaybirds, Stellar Jays - The Sadies, New Seasons |      |
| 2009  | Chic Gamine        | Chic Gamine                   | - The Duhks, Fast Paced World - Elliott Brood, Mountain Meadows - NQ Arbuckle, XOK - Twilight Hotel, Highway Prayer |      |
| 2010  | The Good Lovelies  | The Good Lovelies             | - Annie Lou, Annie Lou - Great Lake Swimmers, Lost Channels - Madison Violet, No Fool for Trying - Carolyn Mark and NQ Arbuckle, Let's Just Stay Here                                                                                  |      |
| 2011  | Le Vent du Nord    | La part du feu                | - Chic Gamine, City City - Creaking Tree String Quartet, Sundogs - Dala, Girls from the North Country- Dala Live in Concert - The Marigolds, That's the State I'm In                                                                   |      |
| 2012  | The Wailin' Jennys | Bright Morning Stars          | - The Deep Dark Woods, The Place I Left Behind - The Good Lovelies, Let the Rain Fall - The Once, Row Upon Row of the People They Know - Twilight Hotel, When the Wolves Go Blind                                                      |      |
| 2013  | Elliott Brood      | Days Into Years               | - Great Lake Swimmers, New Wild Everywhere - The Strumbellas, My Father and the Hunter - Le Vent du Nord, Tromper le temps - The Wooden Sky, Every Child a Daughter, Every Moon a Sun                                                  |      |
| 2014  | The Strumbellas    | We Still Move on Dance Floors | - Lee Harvey Osmond, The Folk Sinner - Little Miss Higgins &amp; The Winnipeg Five, Bison Ranch Recording Sessions - The Devin Cuddy Band, Volume One - The Wilderness of Manitoba, Island of Echoes                                   |      |
| 2015  | The Bros. Landreth | Let It Lie                    | - Blackie and the Rodeo Kings, South - The Deep Dark Woods, Jubilee - Elliott Brood, Work and Love - The Once, Departures |      |